# جيمي شيبرد (لاعبة كرة قدم مواليد 2000)
جيمي شيبرد (من مواليد 9 أكتوبر 2000) هي لاعبة كرة قدم أمريكية محترفة تلعب كلاعب خط وسط لفريق باي إف سي التابع الدوري الوطني لكرة القدم للسيدات.

## نشأتها
ولدت شيبرد في أميركان فورك، يوتا، وتلقى تعليمه في مدرسة أميركان فورك الثانوية.